# BAD AGAIN 〜美しき反逆〜
「BAD AGAIN 〜美しき反逆〜」（バッド・アゲイン うつくしきはんぎゃく）は、日本のヘヴィメタルバンド・聖飢魔IIの9枚目の小教典（シングル）。B.D.9年（1990年）2月1日に発布された。

## 解説
前作『白い奇蹟』に続き、イントロ部はハープが使われ、メジャーキーで制作されている。メジャーキーで制作された聖飢魔IIの小教典曲としては『WINNER!』から3作連続である。
歌に入ってからはハープに加えピアノ、弦楽器などオーケストラ楽器が加わり、前半部分ではエレキ・ギター、ドラムなどは目立たない。後奏では再びハープなどの弦楽器が演奏される。
歌詞については作詞したデーモン自ら「青春時代にありがちな野心と周囲の嘲弄、挫折、それらへの反発、憤りを題材とした」「主題は自分自身でもあり、聴衆でもある」と語っており、世を忍ぶ仮の姿を含む自身のみならず、信者をも題材にした楽曲であることが分かる。
『デーモン小暮のオールナイトニッポン』（ニッポン放送）では、1990年5月14日の最終回放送のみ、エンディングテーマとして本曲が流れた。
オリコンチャートでは最高5位を記録。これは歴代小教典曲中の最高位である。RXのファーストアルバム『CHEMICAL REACTION』にも同曲の英詞版（ヴォーカルはジョー・リノイエ）が収録されている。
魔暦7年（西暦2005年）の再集結の際は、大黒ミサ「恐怖の復活祭 THE LIVE BLACK MASS D.C.7」初日（11月17日 戸田市文化会館）のオープニングを飾った。このミサツアー中、「BAD AGAIN」がセットリスト1曲目に設定されたのは戸田のみであり、当曲のギターソロを担当するSgt. ルーク篁III世は「自分としては、ほぼギターソロで始まる。（復活の1曲目を）難易度の高いソロでスタートすると決まり悩みの種だったが、いざ始まったら楽しくなった。信者（ファン）に救われたのだと思う」と語っている。

## 収録曲
作詞：デーモン小暮、編曲：聖飢魔II・松崎雄一
1. BAD AGAIN ～美しき反逆～
  - 作曲：Sgt. ルーク篁III世
  - ストリングス・アレンジ：斎藤ネコ

「全員出席!笑うんだってば」（日本テレビ）エンディング・テーマ。
オーケストラとのコラボレーションで演奏されることが多い[5]。
2. JOKER～非力河童人間～
  - 作曲：エース清水